# Йеменская Арабская Республика
Йе́менская Ара́бская Респу́блика или Се́верный Йе́мен (араб. الجمهورية العربية اليمنية‎) — государство, существовавшее на юго-западе Аравийского полуострова с 26 сентября 1962 по 22 мая 1990 года.
Площадь: 195 тыс. км².
Столица: Сана (134,6 тыс. жителей, данные на 1977 год).
Денежная единица: Йеменский риал.
22 мая 1990 года Северный и Южный Йемены объединились в одно государство.

## Внешняя политика
Основные торговые партнёры: Япония, СССР, КНР, Австралия, Франция, НДРЙ, ФРГ, Саудовская Аравия.
С НДРЙ имели место многочисленные пограничные столкновения, переходившие в войны (например, в 1972, 1978, 1979, 1980, 1985 и 1987 годах).

## Исторические события

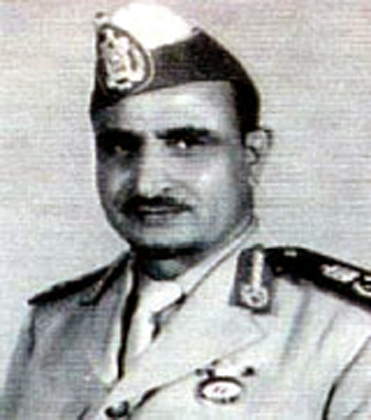
Первый президент Йеменской Арабской Республики Абдалла ас-Салляль

### 1962 год
- 18 сентября — в Таизе скончался король Йеменского Мутаваккилийского Королевства имам Ахмед. Принц Мухаммед аль-Бадр провозглашён новым королём[2].
- 26 сентября — Йеменская армия при поддержке танков штурмом взяла королевский дворец Дар аль-Башаир в Сане. В ходе переворота (Йеменская революция 1962 года) монархия свергнута, страна провозглашена Йеменской Арабской Республикой[3].
- 28 сентября — в Йеменской Арабской Республике сформирован Совет революционного командования во главе с Абдаллой ас-Саллялем. В тот же день в Сану и Таиз прибыли первые египетские войска[4][5].
- 10 октября — с захвата сторонниками монархии города Саад близ границы Саудовской Аравии началась гражданская война в Северном Йемене[6].
- 30 октября — провозглашена Конституционная декларация Йеменской Арабской Республики, ставшая временной конституцией сроком на 5 лет[4].
- 8 ноября — между Египтом и Йеменской Арабской Республикой подписан договор о взаимной обороне, узаконивший пребывание в Йемене египетского экспедиционного корпуса. Вскоре Анвар Садат назначен представителем президента Насера в Йемене[6].
- 12 декабря — председатель Совета революционного командования Северного Йемена Абдалла ас-Салляль выступил с программой модернизации страны. В тот же день ему присвоено звание маршала[4].
- 19 декабря — Египет выразил готовность отозвать египетский экспедиционный корпус из Северного Йемена, если Саудовская Аравия прекратит поддержку вооружённых отрядов йеменских монархистов[7].

### 1963 год
- 18 января 1963 года создан Протекторат Южной Аравии из тех областей Аденского протектората, которые не вошли в Федерацию Южной Аравии. Протекторат Южной Аравии состоял из государств Катири, Махра, Куайти и Вахиди Бир Али, располагавшихся на исторической территории Хадрамаут, и султаната Верхняя Яфа, которая была частью Западного протектората Аден.
- 13 апреля принята временная конституция Йеменской Арабской Республики[8].
- 26 апреля — в Йеменской Арабской Республике президентским декретом создан Центральный совет по делам племён, племенным шейхам переданы права местного самоуправления и сбора налогов, членам провинциальных советов шейхов были установлены государственные оклады[8].
- 30 апреля — Египет и Саудовская Аравия подписали соглашение о разделении сил в Северном Йемене и прекращении военных действий[9].
- 20 мая — президент Египта Гамаль Абдель Насер выступил с речью, в которой заявил о единстве революционного движения в арабском мире и о том, что египетский экспедиционный корпус в Северном Йемене защищает йеменскую революцию и право Йемена на самоопределение[10].
- 26 мая — президент Йеменской Арабской Республики маршал Абдалла ас-Салляль подписал декрет, которым дал себе право объявлять в стране чрезвычайное положение[11].
- 1 июня На всей территории Йеменской Арабской Республики введено чрезвычайное положение[12].
- 2 сентября — в Амране собралась конференция 500 шейхов племён Северного Йемена, мусульманских богословов и представителей властей Йеменской Арабской Республики по вопросу о будущем страны. Конференция высказалась за сохранение республиканского режима[13].
- 16 сентября В Йеменской Арабской Республике в соответствии с решениями Амранской конференции издан указ о создании племенного ополчения[14].
- 14 октября шейх Раджих бен Галеб Лабуза поднимает антибританское восстание йеменских племён в горах Радфана (Федерация Южной Аравии). Восстание было поддержано недавно созданным Национальным фронтом оккупированного юга Йемена[15], а начавшаяся война за освобождение Южного Йемена от власти Великобритании получила позднее название «Революции 14 октября»[16].
- 11 декабря — Генеральная Ассамблея ООН по инициативе СССР и ряда других стран приняла резолюцию № 1949 по Адену и британским протекторатам, признававшую право населения Южного Йемена на свободу и независимость и осуждавшую репрессии британских властей Адена в отношении арабов[17].

### 1964 год
- 4 января — президент Йеменской Арабской Республики Абдалла ас-Салляль вернулся из Каира в Сану в сопровождении египетских руководителей маршала Абдель Хакима Амера и Анвара Садата[18].
- 8 января — президент Йеменской Арабской Республики маршал Абдалла ас-Салляль издал декрет «Об организации власти в ЙАР», выполнивший роль временной конституции[18].
- 13 января — король Саудовской Аравии Сауд ибн Абдель Азиз Аль Сауд, несмотря на противоречия с Египтом и с республиканским режимом в Северном Йемене, прибыл в Каир на совещание глав арабских стран[10].
- 16 января — Иордания признала республиканский режим в Северном Йемене после встречи президента ЙАР Абдаллы ас-Салляля и короля Иордании Хусейна в Каире[10].
- 10 февраля — премьер-министром Йеменской Арабской Республики назначен Хасан аль-Амри, сменивший Абдул Рахмана аль-Арьяни.
- 21 марта — подписан договор О дружбе между СССР и Йеменской Арабской Республикой[19].
- 28 марта британскиe ВВС нанесли воздушные удары по территории Йемена. После жалобы Йеменской Арабской Республики, 9 апреля 1964 года была принята Резолюция Совета Безопасности ООН 188.
- 24 апреля — находившийся в Йемене президент Египта Гамаль Абдель Насер впервые заявил, что будет всячески поддерживать антибританское движение в Адене[20].
- 27 апреля — принята постоянная конституция Йеменской Арабской Республики[20].
- 29 апреля — премьер-министром Йеменской Арабской Республики назначен посол в ОАР Хамуд аль-Джаифи[21][22].
- 5 июня — в резиденции Лиги арабских государств в Каире состоялось совещание оппозиционных организаций Южного Йемена обсудившее вопросы организационного единства антибританских сил[23].
- 30 июня — оппозиционные организации Южного Йемена опубликовали совместную декларацию, в которой подтвердили намерение объединить свои усилия в борьбе с британскими властями[23].
- 1 октября — создана Организация освобождения оккупированного юга Йемена[24].
- 7 ноября — президент Йеменской Арабской Республики Абдалла ас-Салляль объявил о прекращении военных действий против монархистов в ночь на 8 ноября в соответствии с Эрквитскими соглашениями. Однако гражданская война не прекратилась[12].
- 2 декабря — заместители премьер-министра Йеменской Арабской Республики Мухаммед Махмуд аз-Зубейри и Абдуррахман аль-Арьяни и председатель Консультативного совета ЙАР Ахмед Мухаммед Нуман подали в отставку, обвинив президента Абдаллу ас-Салляля в превышении полномочий. В стране начался правительственный кризис[25].

### 1965 год
- 11 марта — в Каире в штаб-квартире Лиги арабских государств состоялось совещание политических организаций Южного Йемена, безуспешно попытавшихся договориться о единстве действий[24].
- 1 апреля — в районе Барат во время посещения племён убит северойеменский поэт и политик Мухаммед Махмуд аз-Зубейри, пытавшийся прекратить гражданскую войну между республиканцами и монархистами путём объединения нации на почве ислама[26].
- 21 апреля — на следующий день после отставки правительства ЙАР во главе с Хасаном аль-Амри Науман, сторонник убитого аз-Зубейри, сформировал новый кабинет и выступил с правительственной программой[26].
- 2 мая — в Хамере (пригород Саны) открылась общенациональная конференция с участием представителей республиканского режима и монархической оппозиции. Хамерская конференция выразила доверие новому правительству страны, высказалась за создание национальной армии, вывод египетских войск и введение консервативной конституции аз-Зубейри[26].
- 22 июня В городе Джибла (Йеменская Арабская Республика) открылся I съезд Национального фронта освобождения оккупированного юга Йемена. В ходе трёх дней работы съезд принял Национальную хартию, провозгласившую отказ от капиталистического пути развития Южного Йемена[27].
- 13 июля — обнародована Национальная хартия Йеменской Арабской Республики, подтвердившая незыблемость республиканского строя и союз с Египтом[28].
- 20 июля — сформировано правительство Йеменской Арабской Республики во главе с Хасаном аль-Амри[28].
- 10 августа — в городе Таиф (Саудовская Аравия) политики Северного Йемена и монархисты подписали пакт, провозгласивший создание «Йеменского исламского государства». Пакт предусматривал проведение плебисцита по будущему государственному устройству страны после вывода египетских войск и прекращения гражданской войны[29].
- 24 августа — президент Египта Гамаль Абдель Насер и король Саудовской Аравии Фейсал ибн Абдель Азиз ас-Сауд подписали в Джидде соглашение по йеменскому вопросу. Предусматривалось проведение в Йеменской Арабской Республике плебисцита по будущему государственному устройству не позднее 23 ноября 1966 года и эвакуация египетских войск из Северного Йемена[29].
- 25 сентября — британский верховный комиссар отменил действие конституции колонии Аден и отправил в отставку местное правительство во главе с Абделем Кави Макави[30].
- 2 октября — в Адене, Лахдже и других городах Южного Йемена по призыву Национального фронта освобождения оккупированного юга Йемена прошли забастовки и демонстрации[31].
- 18 октября — лидер Национального фронта освобождения оккупированного юга Йемена Кахтан аш-Шааби выступил в Четвёртом комитете ООН и потребовал немедленного вывода британских войск из южного Йемена[32].
- 2 ноября — отложена на неопределённый срок Вторая конференция глав государств и правительств стран Азии и Африки в Алжире, которую называли «вторым Бандунгом».
- 5 ноября Генеральная Ассамблея ООН приняла резолюцию № 2023 по Южному Йемену, признававшую единство Адена, Восточного и Западного протекторатов и требовавшую вывода британских войск со всех южнойеменских территорий[32].
- 23 ноября — началась эвакуация египетского экспедиционного корпуса из Северного Йемена[29]. В тот же день открылась Харадская конференция по национальному примирению, так и не вынесшая решений после месяца работы[33].

### 1966 год
- 13 января — в Таизе (Йеменская Арабская Республика) подписано соглашение о слиянии Национального фронта освобождения оккупированного юга Йемена (НФООЮЙ) и Организации освобождения оккупированного юга Йемена во Фронт освобождения оккупированного юга Йемена (ФЛОСИ) во главе с Абделем Кави Макави[34]. На следующий день генеральный секретарь НФООЮЙ Кахтан аш-Шааби объявил это соглашение недействительным, а действия подписавшего соглашение Али Салями — самовольными[35].
- 7 июля — в городе Джибла (Йеменская Арабская Республика) открылся II съезд Национального фронта освобождения оккупированного юга Йемена, провозгласивший НФООЮЙ единственной политической организацией, представляющей интересы народа Южного Йемена[36].
- 12 августа — отставка правительства Йеменской Арабской Республики во главе с Хасаном аль-Амри[28].
- 18 сентября — президент Йеменской Арабской Республики маршал Абдалла ас-Салляль лично возглавил правительство после отставки кабинета Хасана аль-Амри в августе, укрепив в нём позиции радикальных республиканцев и сократив представительство племенной знати[37].
- 26 сентября — в Йеменской Арабской Республике произошло вооружённое столкновение между войсками египетского экспедиционного корпуса и местными националистами. После этого ЙАР потребовала «полной независимости», вывода египетских войск и снятия Анвара Садата с поста личного представителя Насера в Северном Йемене[38].
- 14 октября — массовые антибританские демонстрации в Адене по призыву Национального фронта освобождения оккупированного юга Йемена[39].
- 29 ноября — в деревне Хамр (Йеменская Арабская Республика) открылся III съезд Национального фронта освобождения оккупированного юга Йемена, провозгласивший отказ от союза с Фронтом освобождения оккупированного юга Йемена (ФЛОСИ) и продолжение самостоятельной вооружённой борьбы с британским протекторатом[40].
- 12 декабря — Национальный фронт освобождения оккупированного юга Йемена официально объявил о выходе из состава Фронта освобождения оккупированного юга Йемена (ФЛОСИ)[40].
- 14 декабря — президент Йеменской Арабской Республики маршал Абдалла ас-Салляль на митинге в Сане объявил о создании правящей партии — Народного революционного союза[41].

### 1967 год
- 2 апреля — в Аден прибыла специальная миссия ООН для контроля над выполнением резолюции Генеральной Ассамблеи ООН от 12 января 1966 года. Миссия провалилась, так как Национальный фронт отказался вести переговоры и продолжил вооружённую борьбу[42].
- 20 мая — в Аден прибыл новый верховный комиссар Великобритании Хэмфри Тревельян, имевший своей задачей подготовить мирную эвакуацию британских войск из Южного Йемена и передачу власти арабскому освободительному движению[42].
- 19 июня — министр иностранных дел Великобритании заявил, что Южный Йемен получит независимость к 9 января 1968 года[43].
- 20 июня — арабские повстанцы в Адене убили 22 британских солдата, захватив Кратер, один из районов Адена[44].
- 22 июня — в Южном Йемене партизаны Национального фронта захватили район Эд-Дали и арестовали местного эмира[45].
- 23 июня — в Гласборо (США) произошла первая встреча президента США Линдона Джонсона и Председателя Совета министров СССР А. Н. Косыгина по ближневосточному вопросу. Вторая встреча произошла там же 25 июня.
- 25 июня — в Южном Йемене партизаны Национального фронта захватили район Шуэйб и арестовали местного шейха вместе с семьёй[45].
- 10 августа — миссия ООН по Адену прибыла в Женеву и начала переговоры с рядом султанов и шейхов Южного Йемена. Национальный фронт освобождения оккупированного юга Йемена и другие южнойеменские организации осудили эти шаги миссии[44].
- 12 августа — в Южном Йемене партизаны Национального фронта захватывают район Мафляхи и арестовали местного шейха[45].
- 13 августа — в Южном Йемене партизаны Национального фронта захватили районы Лахдж и Датина, местные правители скрылись[45].
- 27 августа — в Южном Йемене партизаны Национального фронта захватили район Авадиль[45].
- 28 августа — в Южном Йемене партизаны Национального фронта захватили районы Зангибар и Нижний Яфаи[45].
- 31 августа — на встрече президента Египта Насера и короля Саудовской Аравии Фейсала в Хартуме достигнута договорённость о выводе египетской армии из Северного Йемена в обмен на прекращение помощи йеменским монархистам[46].
- 2 сентября — в Южном Йемене партизаны Национального фронта захватили районы Верхний Яфаи, Эль-Касири и Эль-Акраби. Исполком Национального фронта заявил, что является единственным претендентом на власть[45].
- 9 сентября — в Южном Йемене партизаны Национального фронта захватили район Нижний Авалик, убив местного наместника[45].
- 14 сентября — в Южном Йемене партизаны Национального фронта захватили султанат Эль-Махра и арестовали султана[45].
- 16 сентября — в Южном Йемене партизаны Национального фронта захватили султанат Эль-Куайти, султан отрёкся от престола[45].
- 2 октября — в Ходейде, куда из осаждённой монархистами Саны прибыли многие руководители Йеменской Арабской Республики, начались массовые демонстрации протеста[47].
- 27 октября — в Южном Йемене партизаны Национального фронта вступают в шейхство Верхний Авалик[45].
- 2 ноября — верховный комиссар Великобритании в Адене Хэмфри Тревельян заявил о переносе сроков предоставления независимости Южному Йемену на конец ноября 1967 года[48].
- 5 ноября — смещён со всех постов и лишён всех званий президент Йеменской Арабской Республики маршал Абдалла ас-Салляль вылетевший с визитом в Ирак. К власти пришёл Республиканский совет, который возглавил Абдуррахман аль-Арьяни (другие члены РС — Мухаммед Нуман и Мухаммед али Осман)[49].
- 14 ноября — министр иностранных дел Великобритании Джордж Браун заявил, что Южный Йемен получит независимость 30 ноября[50].
- 22 ноября
  - В Женеве начались переговоры между британским министром по делам колоний лордом Шеклтоном и лидером Национального фронта Кахтаном аш-Шааби о предоставлении независимости Южному Йемену[50].
  - Резолюция Совета Безопасности ООН о политическом урегулировании на Ближнем Востоке[51].
- 26 ноября — провозглашена Народная Республика Южного Йемена.
- 29 ноября — в Южном Йемене силы пришедшего к власти Национального фронта взяли под контроль последний континентальный султанат — Верхний Авалик. На следующий день они высадились на острове Сокотра[45]. Последний британский солдат покинул Аден[52].
- 30 ноября — Протекторат Южной Аравии распался 30 ноября 1967 года, после чего последовало падение монархий в составлявших его государствах. Территория протектората вошла в новую независимую Народную Республику Южного Йемена. Первым президентом Народной Республики Южного Йемена стал генеральный секретарь Национального фронта Кахтан аш-Шааби, который также возглавил правительство. Распространено программное заявление Генерального руководства фронта, провозглашающее широкие социальные преобразования[53].
- 6 декабря — в Северном Йемене силы монархистов перерезали дороги, ведущие из Саны в Ходейду и Таиз, и начали артиллерийский обстрел аэродрома в Рахбе и ближайших подступов к столице. Республиканские власти начали выдачу оружия добровольцам[53].
- 11 декабря — в Народной Республике Южного Йемена отменены британские законы. Одновременно конфискована вся частная собственность местных феодалов и бывших членов федерального правительства[54].
- 17 декабря — в Народной Республике Южного Йемена введено новое административное деление на 6 провинций[54].

### 1969 год
- 25 января — Военные во главе с майором Абдель Ракибом пытались свергнуть правительство Северного Йемена. Все заговорщики убиты при задержании[55].
- 7 февраля — Подписано соглашение о торговле, экономическом и техническом сотрудничестве между СССР и Народной Республикой Южного Йемена[56].
- 16 марта — Открылась сессия Национального совета Йеменской Арабской Республики. Национальный совет провозгласил себя высшим законодательным органом переходного периода, призванным разработать новую конституцию страны[55].
- 6 апреля — Премьер-министром Народной Республики Южного Йемена назначен Фейсал Абд аль-Латиф аль-Шааби[57].
- 19 июня — Президент Южного Йемена Кахтан аш-Шааби сместил министра внутренних дел Мухаммеда Хейтама, что вызвало политический кризис[58].
- 23 июня — Смещён президент Народной Республики Южного Йемена аш-Шааби, власть перешла к левому крылу Национального фронта во главе с Абдель Фаттах Исмаилом (возглавил Фронт), Салемом Рубайя Али (возглавил государство) и Мохаммедом Хейтамом (стал главой правительства)[59].
- 8 июля — аль-Амри смещён с постов премьер-министра и главнокомандующего вооружёнными силами Йеменской Арабской Республики[60].
- 2 сентября — Премьер-министром Северного Йемена назначен инженер Абдалла аль-Куршуми, сменивший Мохсина аль-Айни[60][61].
- 28 ноября — В Южном Йемене принят Закон об экономической организации государственного сектора. По нему национализированы все банки, страховые, торговые и прочие компании[62].
- 29 декабря — Реорганизован Президентский совет Народной Республики Южного Йемена. Его состав сокращён до трёх членов: Салем Рубайя Али (председатель Совета), Абдель Фаттах Исмаил (лидер правящего Национального фронта) и Мухаммед Хейтам (премьер-министр)[57].

### 1970 год
- 30 ноября — Вступила в силу новая конституция Южного Йемена. Народная Республика Южного Йемена получила новое название — Народная Демократическая Республика Йемен[63].
- 28 декабря — Принята новая конституция Йеменской Арабской Республики[63].

### 1971 год
- 2 августа — Премьер-министром Народной Демократической Республики Йемен назначен Али Насер Мухаммед

Северный Йемен (оранжевый) и Южный Йемен (синий) до 1990 года.

## Президенты Йеменской Арабской Республики
Всего было 6 президентов Северного Йемена с 1962 по 1990 года.
| № | Имя президента             | Дата начала президентства | Дата окончания президентства | Политическая партия                       |
| - | -------------------------- | ------------------------- | ---------------------------- | ----------------------------------------- |
| 1 | Абдалла ас-Салляль         | 27 сентября 1962          | 5 ноября 1967 (свергнут)     | Военный                                   |
| 2 | Абдель Рахман аль-Арьяни   | 5 ноября 1967             | 13 июня 1974 (свергнут)      | Беспартийный                              |
| 3 | Ибрагим Мохаммед аль-Хамди | 13 июня 1974              | 11 октября 1977 (убит)       | Военный                                   |
| 4 | Ахмад Хуссейн аль-Гашими   | 11 октября 1977           | 24 июня 1978 (убит)          | Военный                                   |
| 5 | Абдель Керим Абдалла Араши | 24 июня 1978              | 18 июля 1978                 | Военный                                   |
| 6 | Али Абдалла Салех          | 18 июля 1978              | 22 мая 1990                  | Военный/Всеобщий народный конгресс Йемена |

## Административное деление ЙАР
| Мухафазы           | название по-арабски (оригинальное название) | Административный центр | Площадь км² | Население (2004) | Номер |
| ------------------ | ------------------------------------------- | ---------------------- | ----------- | ---------------- | ----- |
| Амран              | عمران                                       | Амран                  | 9,013       | 877,786          | 2     |
| Эль-Дали           | الضالع                                      | Эль-Дали               | 4,448       | 470,564          | 4     |
| Эль-Байда          | البيضاء                                     | Эль-Байда              | 10,487      | 577,369          | 5     |
| Ходейда            | الحديدة                                     | Ходейда                | 15,407      | 2,157,552        | 6     |
| Эль-Джауф          | الجوف                                       | Эль-Хазм               | 46,170      | 443,797          | 7     |
| Махвит             | المحويت                                     | Махвит                 | 2,452       | 494,557          | 9     |
| Столичная мухафаза | امانة العاصمه                               | Сана                   | 126         | 1,747,834        | 10    |
| Дамар              | ذمار                                        | Дамар                  | 8,705       | 1,330,108        | 11    |
| Хадджа             | حجة                                         | Хадджа                 | 9,376       | 1,479,568        | 13    |
| Ибб                | إب                                          | Ибб                    | 6,031       | 2,131,861        | 14    |
| Мариб              | مأرب                                        | Мариб                  | 19,529      | 238,522          | 16    |
| Райма              | ريمة                                        | Райма                  | 2,239       | 394,448          | 17    |
| Саада              | صعدة                                        | Саада                  | 14,364      | 695,033          | 18    |
| Сана               | صنعاء                                       | Сана                   | 13,730      | 919,215          | 19    |
| Таиз               | تعز                                         | Таиз                   | 11,573      | 2,393,425        | 21    |